# Centre (Alabama)
Pour les articles homonymes, voir Centre.
La ville de Centre est le siège du comté de Cherokee, dans l'État de l'Alabama, aux États-Unis. Sa population s’élevait à 3 489 habitants lors du recensement de 2010, estimée à 3 555 habitants en 2016.

## Géographie
Selon le Bureau du recensement des États-Unis, la ville a une superficie totale de 28,7 km2, dont 0,3 km2 d'eau, soit 1 % du total.

## Démographie
| 1850 | 1880 | 1890 | 1900 | 1940  | 1950  | 1960  | 1970  |
| ---- | ---- | ---- | ---- | ----- | ----- | ----- | ----- |
| 250  | 144  | 347  | 282  | 1 012 | 1 672 | 2 392 | 2 418 |

| 1980  | 1990  | 2000  | 2010  | - | - | - | - |
| ----- | ----- | ----- | ----- | - | - | - | - |
| 2 351 | 2 893 | 3 216 | 3 489 | - | - | - | - |

## Source
- (en) Cet article est partiellement ou en totalité issu de l’article de Wikipédia en anglais intitulé « Centre, Alabama » (voir la liste des auteurs).

1. ↑  « Statistiques des États-Unis - Profils des communautés de 2010 - Centre » (consulté en septembre 2020)